# Axel Weishaupt
Axel Raimund Weishaupt (* 23. April 1945 in Lennep; † 17. April 2010 in Kinshasa) war ein deutscher Diplomat. Von September 2007 bis zu seinem Tod war er Botschafter Deutschlands in der Demokratischen Republik Kongo. Er starb an einem Herzversagen.

## Ausbildung und Studium
Nach dem Abitur absolvierte er ein Studium der Rechtswissenschaften und ein Fremdsprachenstudium an den Universitäten von Hamburg, Berlin und Straßburg. Später absolvierte er Sprachkurse in Lourenco Marques (Maputo/Mosambik) sowie in Denpasar (Indonesien). 1980 erfolgte die Promotion zum Dr. iur. an der Universität von Hamburg.

## Auswärtiger Dienst
Nach dem Eintritt in den Auswärtigen Dienst 1974 folgten Verwendungen am Generalkonsulat in Porto Alegre (Brasilien), im Auswärtigen Amt in Bonn (Referent für Brasilien), sowie an den Botschaften in der Sowjetunion (Konsul) und Polen (Konsul).
Nach einer Tätigkeit als Dozent an der Aus- und Fortbildungsstätte des Auswärtigen Amtes in Bonn von 1985 bis 1988 wurde Weishaupt zunächst kurzzeitig Geschäftsträger an der Botschaft im Jemen (Aden). Anschließend war er von 1988 bis 1990 Botschafter der Bundesrepublik Deutschland im Tschad.
1990 wurde Weishaupt Geschäftsträger an der Botschaft im Sudan. Danach war er von 1992 bis 1996 Geschäftsträger an der Botschaft in Kasachstan. 1993 war er zugleich kurzzeitig Leiter der Koordinierungsstelle in Mogadischu/Somalia.
Von 1996 bis 1999 war er Generalkonsul der Bundesrepublik Deutschland in Karatschi, Pakistan, bevor er 1999 Sonderinspektor im Auswärtigen Amt in Berlin wurde. Danach war er von 2001 bis 2003 Generalkonsul der Bundesrepublik Deutschland in Saratow/Russland. Von 2003 bis 2004 war er Leiter der Außenstelle Herat der Deutschen Botschaft in Afghanistan.
Von 2004 bis 2007 war er Botschafter der Bundesrepublik Deutschland auf den Philippinen. Als Leiter der Botschaft war er zugleich als Botschafter in der Republik Marshallinseln, in den Föderierten Staaten von Mikronesien und der Republik Palau mit Sitz in Manila akkreditiert. Vorgänger als Botschafter war Herbert Jess. Nachfolger in diesem Amt wurde 2007 Christian-Ludwig Weber-Lortsch.